# Nikita Ochotiuk
Nikita Aleksejevitj Ochotiuk, ryska: Никита Алексеевич Охотюк, född 4 december 2000, är en rysk professionell ishockeyback som är kontrakterad till New Jersey Devils i National Hockey League (NHL) och spelar för Utica Comets i American Hockey League (AHL).
Han har tidigare spelat för Binghamton Devils i AHL; Ottawa 67's i Ontario Hockey League (OHL) samt Belye Medvedi i Molodjozjnaja chokkejnaja liga (MHL).
Ochotiuk draftades av New Jersey Devils i andra rundan i 2019 års draft som 61:a spelare totalt.

## Statistik
| 2016–2017  | Belye Medvedi     | MHL        | 19  | 1  | 3  | 4  | 37  | —  | — | — | — | —  |
| 2017–2018  | Ottawa 67's       | OHL        | 53  | 5  | 6  | 11 | 71  | 5  | 0 | 1 | 1 | 4  |
| 2018–2019  | Ottawa 67's       | OHL        | 56  | 2  | 15 | 17 | 43  | 18 | 1 | 1 | 2 | 15 |
| 2019–2020  | Ottawa 67's       | OHL        | 39  | 3  | 16 | 19 | 35  | —  | — | — | — | —  |
| 2020–2021  | Binghamton Devils | AHL        | 28  | 2  | 4  | 6  | 36  | —  | — | — | — | —  |
| 2021–2022  | New Jersey Devils | NHL        | 1   | 1  | 0  | 1  | 0   | —  | — | — | — | —  |
|            | Utica Comets      | AHL        | 63  | 3  | 9  | 12 | 68  | —  | — | — | — | —  |
| NHL totalt | NHL totalt        | NHL totalt | 1   | 1  | 0  | 1  | 0   | —  | — | — | — | —  |
| AHL totalt | AHL totalt        | AHL totalt | 91  | 5  | 13 | 18 | 104 | —  | — | — | — | —  |
| OHL totalt | OHL totalt        | OHL totalt | 148 | 10 | 37 | 47 | 149 | 23 | 1 | 2 | 3 | 19 |

### Internationellt
| Källa: Uppdaterad: 2022-04-22 | Källa: Uppdaterad: 2022-04-22 | Källa: Uppdaterad: 2022-04-22 |         | Utv = Utvisningsminuter | Utv = Utvisningsminuter | Utv = Utvisningsminuter | Utv = Utvisningsminuter | Utv = Utvisningsminuter |
| År                            | Lag                           | Mästerskap                    | Matcher | Mål                     | Assists                 | Poäng                   | Utv                     |                         |
| ----------------------------- | ----------------------------- | ----------------------------- | ------- | ----------------------- | ----------------------- | ----------------------- | ----------------------- | ----------------------- |
| 2017                          | Ryssland                      | Ivan Hlinka                   | 5       | 1                       | 2                       | 3                       | 4                       |                         |
| 2018                          | Ryssland                      | U18-VM                        | 5       | 0                       | 2                       | 2                       | 6                       |                         |
| Junior totalt                 | Junior totalt                 | Junior totalt                 | 10      | 1                       | 4                       | 5                       | 10                      |                         |